# 리소시스 캐피털 FC
리소시스 캐피털 FC(영어: Resources Capital Football Club, Resources Capital FC, 중국어: 晉峰體育會)는 홍콩의 축구 클럽으로 현재 홍콩 1부 리그에서 활동하고 있다.

## 클럽 명칭 역사
- 1982–2001: 타이충 출판사 축구단 (Tai Chung Publisher)
- 2001–2008: 이스턴 유나이티드 타이충 (Eastern United Tai Chung / EU Tai Chung, 東盟大中)
- 2008–2009: 어드밴스 타이충 (Advance Tai Chung, 駿昇大中)
- 2009–2020: 타이충 FC (Tai Chung FC, 大中足球會)
- 2020-현재:  친풍 FC(리소시스 캐피털) (Resources Capital FC, 晉峰體育會)

## 성적
- 홍콩 2부 리그
  - 준우승 (1): 2008–09
- 홍콩 3부 리그
  - 준우승 (1): 2006–07